# Lauritz Schoof
Lauritz Schoof (født 7. oktober 1990) er en tysk tidligere roer og dobbelt olympisk mester.
Som junior roede Schoof forskellige bådtyper og var med til at vinde VM-sølv i firer uden styrmand i 2007, mens han året efter i dobbeltsculleren blev juniorverdensmester. Fra 2009 kom han med i den tyske dobbeltfirer, og i denne båd var han med til at blive U/23-verdensmester samme år. Som seniorroer var han med til at vinde VM-sølv i samme bådtype i 2011.
Han repræsenterede Tyskland ved OL 2012 i London i dobbeltfireren, hvis besætning derudover bestod af Tim Grohmann, Karl Schulze og Philipp Wende (samme besætning, der havde vundet VM-sølv året forinden). Tyskerne vandt deres indledende heat og semifinale klart, og i finalen tog de hurtigt føringen, der nåede op på en bådlængde og sejr på over to sekunder ned til kroaterne på andenpladsen og Australien på tredjepladsen.
Schoof var også med til at vinde EM-guld i båden i 2013 samt VM-sølv samme år, og i 2014 blev det til bronze ved både EM og VM. I 2015 var han med til at vinde VM-guld i dobbeltfireren sammen med Schulze, Wende og Hans Gruhne.
Samme besætning skulle forsøge at genvinde det olympiske mesterskab i 2016 i Rio de Janeiro, men efter en skuffende tredjeplads i deres indledende heat måtte de ud i opsamlingsheat. Dette vandt de dog sikkert, og i finalen fik de fart i båden og sejrede med over et sekunds forspring til Australien på andenpladsen, mens Estland sikrede sig bronze.
Tidligt i 2019 valgte Schoof at indstille sin karriere for at koncentrere sig om medicinstudiet.